# 로이스 레인

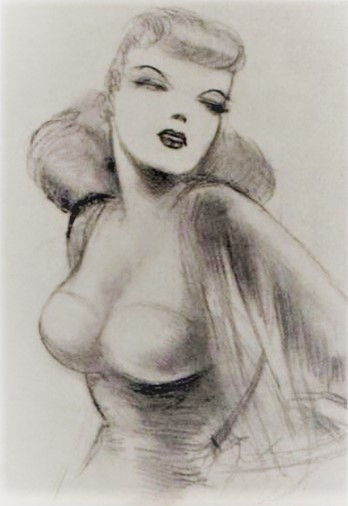

로이스 레인(영어: Lois Lane)은 미국의 만화 DC 코믹스의 등장인물이다. 제리 시걸과 조 슈스터에 의해 창작되었으며, 1938년 6월 액션 코믹스 #1에 첫 등장하였다. 레인은 메트로폴리스의 데일리 플래닛에서 기자로 활동한다. 레인은 모델 조앤 카터와 배우 글렌다 패럴의 영향을 받았으며, 이름은 배우 롤라 레인에서 유래하였다. 또한 실제 저널리스트인 넬리 블라이의 영향을 받았다.
클라크 켄트의 동료 기자이자 슈퍼맨의 연인이라는 설정은 거의 모든 세계관에서 동일하다.

## 담당 배우

### TV 드라마
- 슈퍼맨의 모험(1952) - 필리스 코츠
- 로이스와 클라크: 슈퍼맨의 새로운 모험(1993) - 테리 해처
- 스몰빌(2001) - 에리카 더랜스
- 플래시(2014) - 비치 털러
  - 슈퍼걸(2015) - 비치 털러
  - 배트우먼(2019) - 비치 털러
  - 애로우: 어둠의 기사(2012) - 비치 털러
  - 레전드 오브 투모로우(2016) - 비치 털러
  - 슈퍼맨과 로이스(2021) - 비치 털러

### 영화
- 슈퍼맨 시리얼 영화(1950) - 노엘 닐
- 슈퍼맨과 두더지 인간(1951) - 필리스 코츠
- 스탬프 데이 포 슈퍼맨(1954) - 노엘 닐
- 슈퍼맨(1978) - 마고 키더
  - 슈퍼맨 2(1980) - 마고 키더
  - 슈퍼맨 3(1983) - 마고 키더
  - 슈퍼맨 4: 최강의 적(1987) - 마고 키더
- 수퍼맨 리턴즈(2006) - 케이트 보즈워스
- 맨 오브 스틸(2013) - 에이미 애덤스
  - 배트맨 대 슈퍼맨: 저스티스의 시작(2016) - 에이미 애덤스
  - 저스티스 리그(2017) - 에이미 애덤스
    - 잭 스나이더의 저스티스 리그(2021) - 에이미 애덤스
- 슈퍼맨(2025) - 레이철 브로즈너핸

## 담당 성우

### 라디오 드라마
- 슈퍼맨의 모험(1940) - 롤리 베스터, 헬렌 쇼트, 조앤 알렉산더
- 슈퍼맨의 재판(1988) - 셸리 톰슨
- 슈퍼맨: 둠스데이 앤 비욘드(1993) - 로렐라이 킹

### TV 애니메이션
- 슈퍼맨의 새로운 모험(1966) - 조앤 알렉산더
- 슈퍼 특공대(1973) - 섀넌 파넌
- 슈퍼맨(1988) - 지니 맥스웨인
- 슈퍼맨(1996) - 데이나 딜레이니
  - 저스티스 리그(2001) - 데이나 딜레이니
- 더 배트맨(2004) - 데이나 딜레이니
- 배트맨 더 브레이브(2008) - 시레나 어윈
- 영 저스티스(2010) - 그레이 그리핀
- 저스티스 리그 액션(2016) - [[타라 스트롱
- DC 슈퍼히어로 걸스(2019) - 알렉시스 G. 졸, 그레이 그리핀
- 할리 퀸(2019) - 내털리 모랄레스
- 슈퍼맨과 나의 모험(2023) - 앨리스 리

### 장편 애니메이션
- 슈퍼맨: 둠스데이(2007) - 앤 헤이치
- 저스티스 리그: 더 뉴 프런티어(2008) - 키라 세지윅
- 올스타 슈퍼맨(2011) - 크리스티나 헨드릭스
- 저스티스 리그: 둠(2012) - 그레이 딜라일
- 슈퍼맨 대 엘리트(2012) - 폴리 페럿
- 슈퍼맨: 언바운드(2013) - 스타나 캐틱
- 저스티스 리그: 플래시포인트 패러독스(2013) - 데이나 딜레이니
- 레고 DC 코믹스: 배트맨 스페셜: 사라진 저스티스 리그를 구하라!(2014) - 그레이 그리핀
  - 레고 DC 코믹스 슈퍼 히어로즈: 저스티스 리그: 둠 군단의 공격(2015) - 그레이 그리핀
  - 레고 DC 슈퍼 히어로 걸즈: 브레인 드레인(2017) - 그레이 그리핀
  - 레고 DC 슈퍼 히어로 걸즈: 슈퍼 빌런 하이(2018) - 그레이 그리핀
  - 레고 DC 코믹스 슈퍼 히어로 아쿠아맨: 아틀란티스의 분노(2018) - 그레이 그리핀
  - 레고 DC 샤잠! 매직 앤 몬스터즈(2020) - 그레이 그리핀
- 저스티스 리그: 아틀란티스의 왕좌(2015) - 줄리엣 랜다우
  - 슈퍼맨의 죽음(2018) - 리베카 로메인
  - 슈퍼맨의 지배(2019) - 리베카 로메인
  - 배트맨: 허쉬(2019) - 리베카 로메인
  - 저스티스 리그 다크: 아포콜립스 워(2020) - 리베카 로메인
- 저스티스 리그: 신들과 괴물들(2015) - 패짓 브루스터
- 슈퍼맨: 레드 선(2020) - 에이미 애커
- 슈퍼맨: 내일의 사나이(2020) - 알렉산드라 다다리오
- 인저스티스(2021) - 로라 베일리
- DC 리그 오브 슈퍼-펫(2022) - 올리비아 와일드

### 비디오 게임
- 슈퍼맨: 아포콜립스의 그림자(2002) - 데이나 딜레이니
- 슈퍼맨: 강철의 사나이(2002) - 모니카 머리
- 수퍼맨 리턴즈(2006) - 케이트 보즈워스
- DC 유니버스 온라인(2011) - 에이드리엔 미슐러
- 리틀빅플래닛 2(2011) - 줄스 더용
- 레고 배트맨 2: DC 슈퍼 히어로즈(2012) - 브리짓 호프먼
  - 레고 디멘션즈(2015) - 코트니 테일러
  - 레고 DC 슈퍼 빌런즈(2018) - 시시 존스
- 저스티스 리그: 우주 대혼란(2023) - 타시아 발렌자